# Apiculture de précision

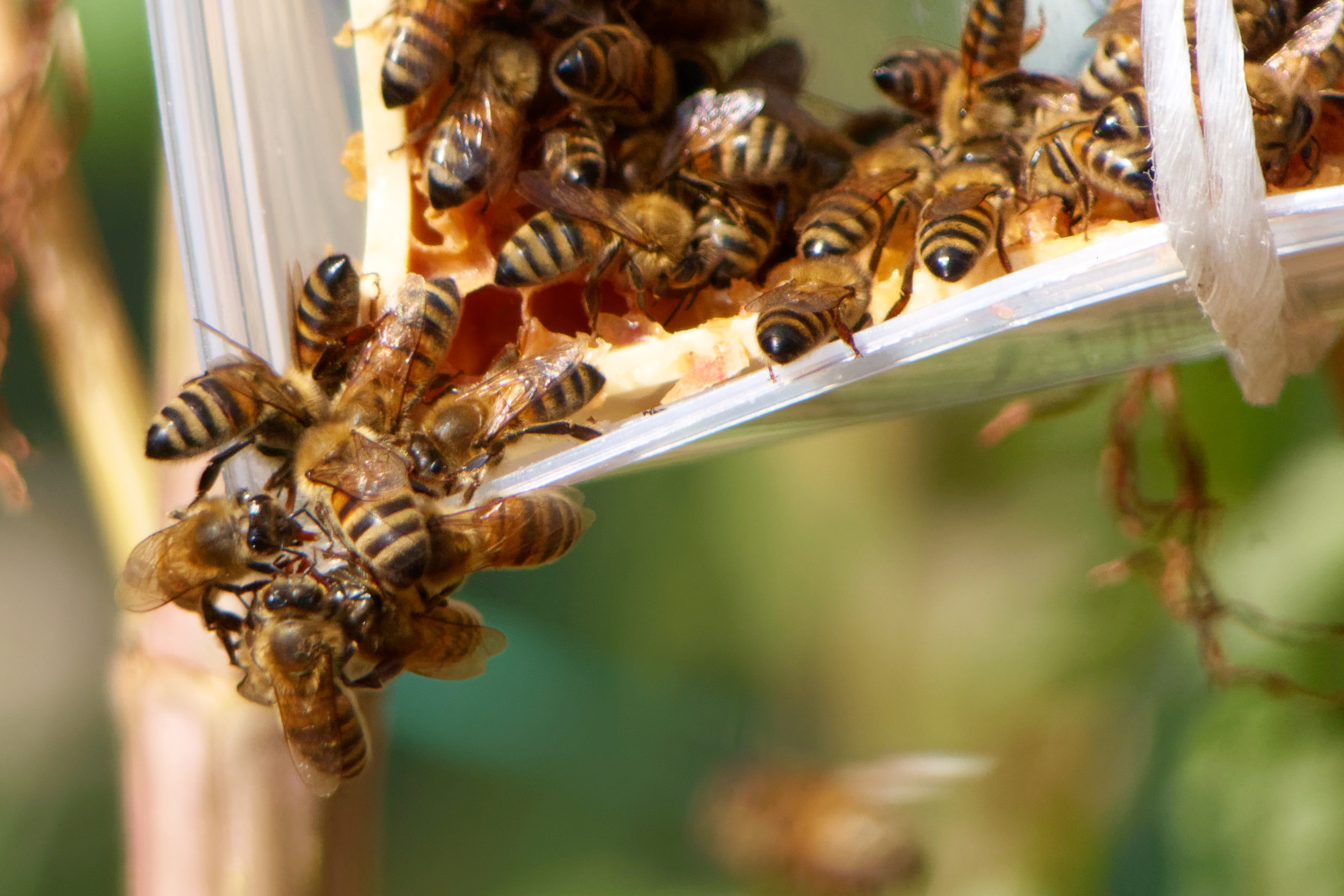

L'apiculture de précision est une stratégie de gestion des ruches et ruchers basée sur la surveillance des colonies d'abeilles dans le but de limiter leur taux de mortalité tout en maximisant leur productivité. 
L'apiculture de précision peut être considérée comme une branche de l'agriculture de précision. En effet, tout comme cette dernière, la mise en œuvre de l'apiculture de précision peut être divisée en trois phases : la collecte de données, l'analyse de ces dernières et l'application. Au cours de la phase de collecte des données, des mesures et informations sur les colonies d'abeilles et leur environnement sont recueillies. La phase d'analyse des données permet de tirer des conclusions sur le comportement des colonies et leurs tendances d'activité en se basant sur des données de mesure, des modèles prédéfinis et des connaissances d'experts. Dans la phase d'application, des décisions sont prises et des actions entreprises sur la base de l'analyse de données afin améliorer les performances du rucher.
L'un des principaux objectifs de l’apiculture de précision est de mettre en œuvre des outils disponibles en temps réel et en ligne pour une surveillance continue des colonies d'abeilles au cours de leur vie et durant leur stade de production en utilisant des solutions automatiques, automatisées et basées sur les technologies de l'information, tout en évitant d’exposer les abeilles à un stress inutile et de gaspiller des ressources.

## Suivi des colonies
Différentes technologies peuvent être utilisées pour le suivi de la colonie d'abeilles et la mise en œuvre de la phase de collecte des données. Le processus de collecte des données dans l’apiculture de précision divise celles-ci en trois groupes de paramètres : 
- paramètres au niveau du rucher (paramètres météorologiques et observation vidéo) ;
- paramètres au niveau de la colonie (température, humidité, teneur en gaz, son, vidéo, vibration de la ruche et poids) ;
- paramètres individuels liés aux abeilles (nombre d'abeilles entrantes/sortantes, nombre d'abeilles dans la zone d'entrée de la ruche).

Les mesures de température des colonies d'abeilles existent depuis longtemps. De nos jours, la prise de température semble être le moyen le plus simple et le moins coûteux de surveiller les colonies. Les faibles coûts de collecte, de traitement et de transfert des données des systèmes de mesure de température facilitent leur application dans l'apiculture. Le suivi de la température des colonies peut se faire à l'aide de diverses méthodes et technologies : 
- mesures manuelles de la température, mesures effectuées par différents enregistreurs ;
- réseaux de capteurs câblés ;
- réseaux de capteurs sans fil ;
- imagerie infrarouge.

Les données de température peuvent aider à identifier les différents états possibles de la colonie : développement du couvain, essaimage, absence de couvain, mort. 
Le suivi plus ou moins continu du poids d'une ruche peut être utilisé pour identifier l'apparition d'un flux de nectar pendant la saison de butinage, pour suivre la consommation de nourriture hors périodes de butinage, pour détecter un essaimage de la colonie par une diminution nette et brutale du poids de la ruche, ou encore pour estimer du nombre de butineuses. Il existe deux façons de mesurer le poids de la colonie : 
- les mesures automatiques, qui peuvent être effectuées à l'aide de balances industrielles ;
- les mesures manuelles par pesée classique.

Les signaux audio et leurs techniques de traitement peuvent être appliqués pour étudier le comportement des abeilles. De nombreux dispositifs et méthodes ont été développés pour analyser les sons mais ils ne sont pas vraiment appliqués dans l'apiculture industrielle. Jusqu'à présent, les solutions semblent ne fonctionner que dans les mains des chercheurs. Cela peut s'expliquer par l'importante composante stochastique dans le bourdonnement d'une colonie et la complexité de l'interprétation sonore. De plus, grâce à un simple transducteur fixé à la paroi extérieure d'une ruche, tout un ensemble de signaux vibratoires instantanés et statistiquement indépendants des abeilles peut être identifié et contrôlé dans le temps par une méthode entièrement automatisée et non invasive.